# Nombrevilla
Nombrevilla település Spanyolországban,  Zaragoza tartományban. Nombrevilla Daroca, Retascón, Villarroya del Campo, Romanos, Lechon, Anento, San Martín del Río és Villanueva de Jiloca községekkel határos. Lakosainak száma 39 fő (2024).

## Népesség
A település népessége az utóbbi években az alábbiak szerint változott:
| Lakosok száma | 68   | 50   | 39   | 36   | 35   | 37   | 31   | 31   | 35   | 39   |
|               | 2001 | 2004 | 2007 | 2009 | 2012 | 2014 | 2017 | 2019 | 2022 | 2024 |